# Salmo 123

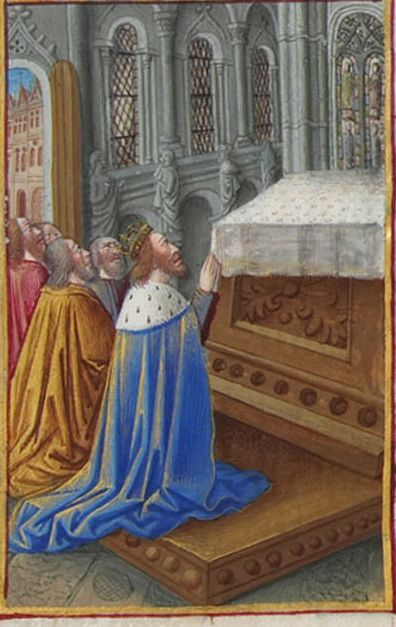
Miniatura che illustra il salmo 123.

Il salmo 123 (122 secondo la numerazione greca) costituisce il centoventitreesimo capitolo del Libro dei salmi.
Fa parte dei cantici delle ascensioni. È utilizzato dalla Chiesa cattolica nella liturgia delle ore.